# 春巴旺巴

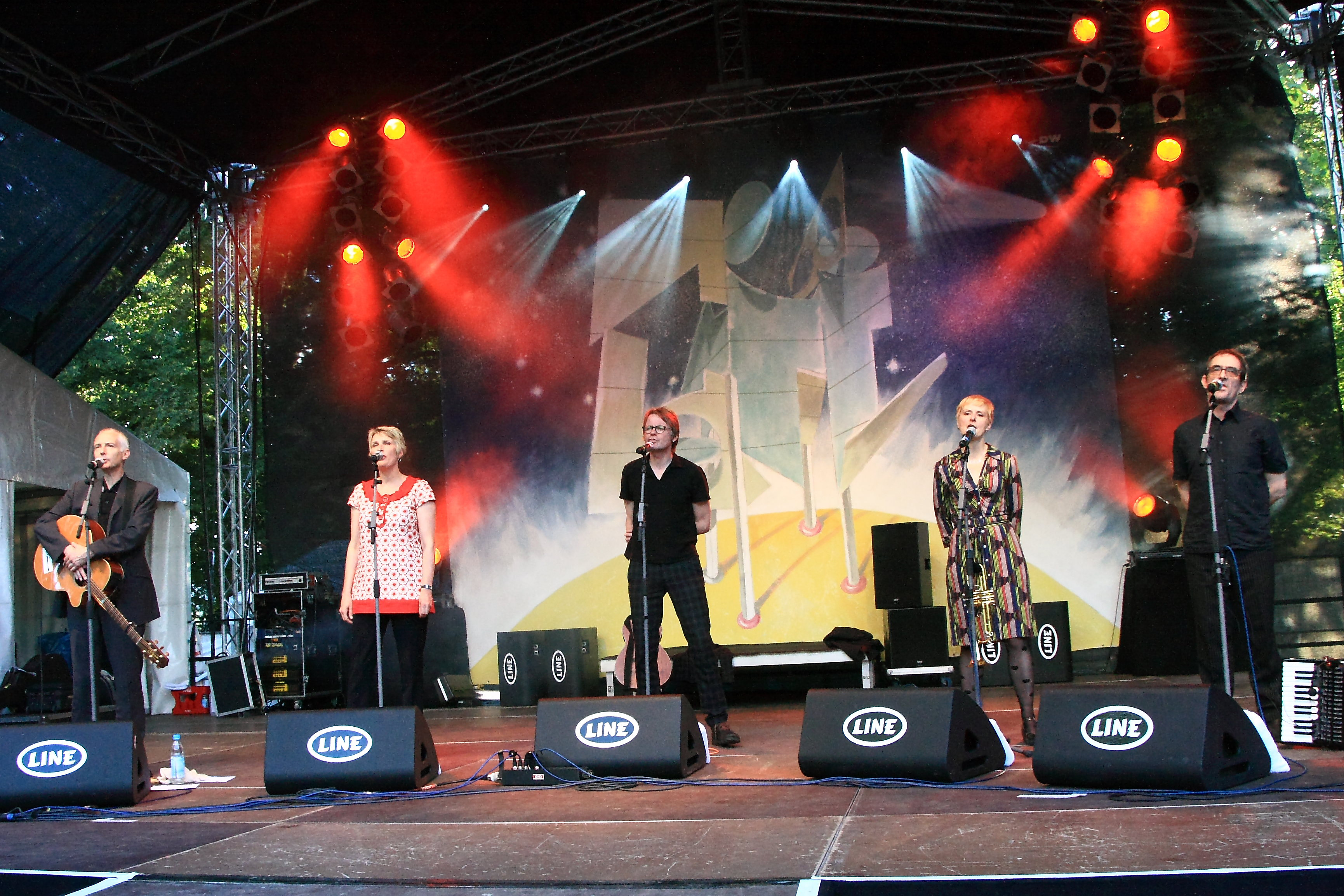
2012年春巴旺巴樂隊在图林根魯多爾施塔特音樂節表演

春巴旺巴（Chumbawamba）是一支英国無政府龐克乐队，组建于1982年，解散于2012年。他们最著名的一首歌是发行于1997年的《Tubthumping》，该歌曲曾获得1998年全英音乐奖全英最佳单曲（Best British Single）提名。该乐队发行的其他单曲还包括《Amnesia》、《Enough Is Enough》（和Credit to the Nation乐队合作）、《Timebomb》、《Top of the World (Olé, Olé, Olé)》以及《Add Me》等等。该乐队吸收了朋克摇滚、流行音乐和民谣等音乐风格。由于持無政府共產主義政治倾向，该乐队一向对当局、权威持不敬态度，并拥护包括动物权利与和平主义（在其成立早期）在内的各种事业，后来也支持过阶级斗争、马克思主义、女性主义、同性恋解放运动、流行文化以及反法西斯主义
2012年7月，春巴旺巴宣布在成立30年后正式解散。2012年10月31日至11月3日之间，在前乐队成员和曾经的合作者的陪伴下，该乐队举行了最后三场演唱会，其中一场被录制了下来，以DVD媒介发行。